# Sacrificio di Gioacchino
Il Sacrificio di Gioacchino è un affresco (200x185 cm) di Giotto, databile al 1303-1305 circa e facente parte del ciclo della Cappella degli Scrovegni a Padova. Fa parte delle Storie di Gioacchino e Anna nel registro più alto della parete destra, guardando verso l'altare.

## Descrizione e stile
Le Storie di Gioacchino e Anna si ispirano al Protovangelo di san Giacomo e allo Pseudo Matteo (in latino) e al De Nativitate Mariae, che si ritrovano poi anche, rielaborati, nella Leggenda Aurea di Jacopo da Varazze. Modelli iconografici furono poi manoscritti miniati di origine bizantina, magari attraverso le derivazioni occidentali, anche se l'artista rinnovò profondamente tali modelli applicando la sua sensibilità moderna, in linea con i principi degli ordini mendicanti.
Gioacchino, ritiratosi tra i pastori in penitenza e ignaro del miracoloso annuncio alla moglie, decide di offrire un sacrificio a Dio per ingraziarselo e concedergli la nascita di un figlio. Alla presenza di un pastore che prega, con vicino una parte del gregge, l'anziano si sporge verso l'altare per soffiare sul fuoco e cuocere l'agnello. Il sacrificio viene accettato come dimostra l'apparire della mano benedicente di Dio in cielo e dell'arcangelo Gabriele (si riconosce dal ramo in mano). Dall'offerta sacrificale si leva una piccola figura di frate orante, un'apparizione simbolica in parte aggiunta a secco e oggi semi-scomparsa. 
Ben studiata appare la composizione, con linee di forza che culminano sull'altare del sacrificio e la figura prona di Gioacchino così efficace pur nella posizione insolita, proiettata in avanti da una piccola salita e ricordante la figura dell'assetato nella scena del Miracolo della sorgente negli affreschi di Assisi. Bilanciato con sapienza è il rapporto tra figure e paesaggio, che non è un semplice sfondo, ma il vero palcoscenico dell'azione, abitato dai personaggi. Dettagli curati mostrano un'attenzione al quotidiano alla base della rivoluzione giottesca, che tradusse "dal latino al volgare" il linguaggio pittorico, cioè passò dall'impersonalità solenne delle iconografie tradizionali a uno stile più chiaro e comprensibile anche dalle masse analfabete, secondo i principi divulgativi promossi dagli ordini mendicanti. Il pastore ad esempio è rappresentato col cappello e le pesanti calzature che la vita all'aperto richiedevano, le pecore sono colte in atteggiamenti studiati con attenzione dal naturale: due maschi si sfidano a cornate, altri stanno sdraiati in tranquillità, altri brucano gli arbusti. 
La stesura è morbida con un uso intenso dei colori e un sapiente uso delle luci e delle ombre per evidenziare la plasticità delle figure.